# Вожейко, Василий Исидорович
Василий Исидорович Вожейко (26 февраля 1917, станция Архара Амурской области — 1945 (28 лет)) — машинист паровозного депо Хабаровск-2. В 1941 году провёл первый состав по секретному туннелю под Амуром (Объект № 4 Народного Комиссариата Путей Сообщения, орден Ленина).

## Биография
Василий Вожейко родился 26 февраля 1917 г. на станции Архара Амурской области в многодетной семье ремонтного рабочего железной дороги. В Архаре окончил семилетнюю школу.
Отца перевели по ходу строительства железнодорожной ветки на станцию Бурея, Василий продолжил учёбу в городе Свободном, где жил в интернате.
Семья воссоединилась в Шимановске, где отец Василия продолжал работать на строительстве железной дороги.
В 1932—1934 обучался в ФЗУ станция Шимановская (Уссурийская железная дорога).
С 1 августа 1934 — по окончании учёбы (17 лет) был направлен работать помощником машиниста в паровозное депо станции Вяземская, в августе 1936 — переведён в депо станции Хабаровск-2 (ДВЖД) в той же должности.

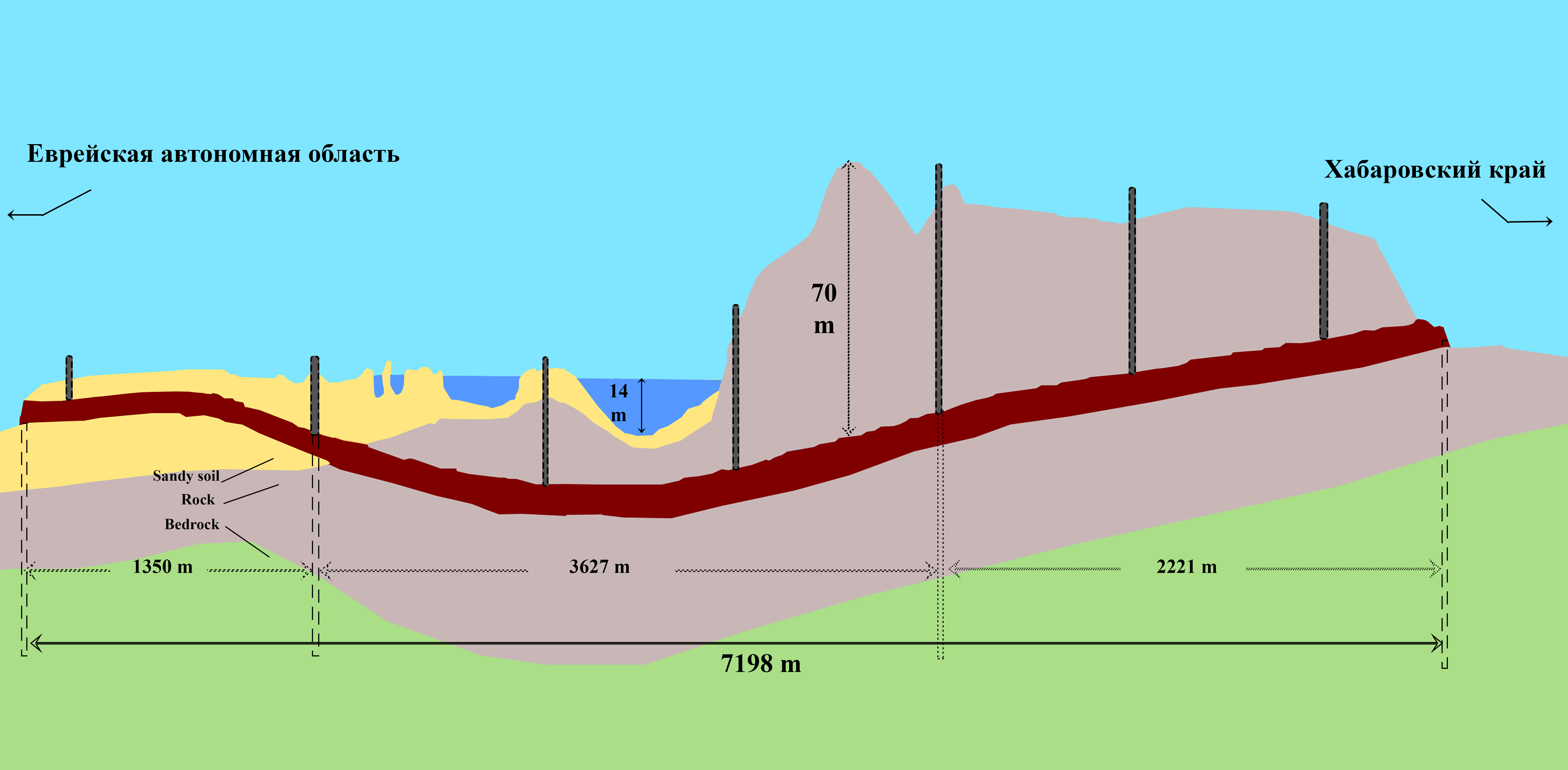
Профиль Амурского туннеля, самого длинного на том момент в Советском Союзе и мире по протяжённости подводной части (3600 м).

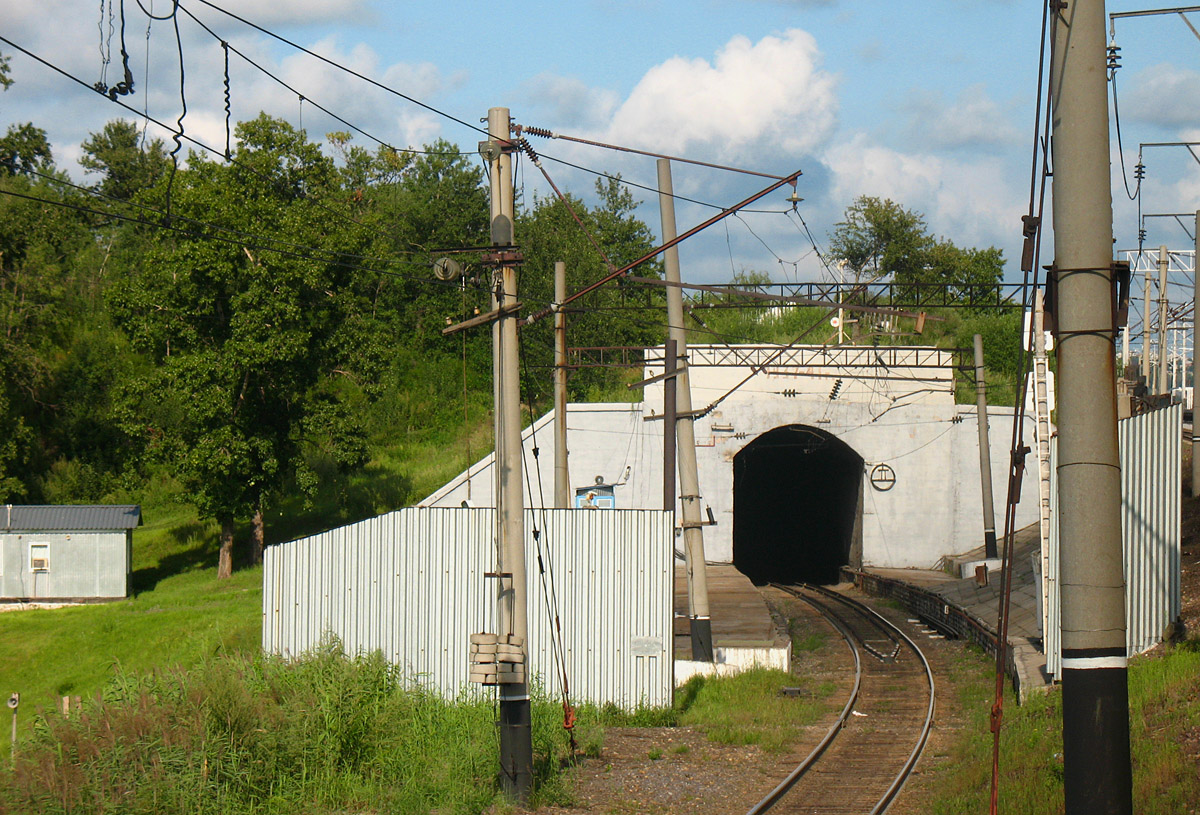
Портал Амурского туннеля.

- 21 декабря 1936 — назначен машинистом (19 лет).
- 20 июля 1941 года — провёл первый паровозный состав по тоннелю под Амуром (24 года). В первом составе были рабочие, строившие туннель под рекой Амур.
- 26 ноября 1942 — назначен машинист-инструктором.
- 17 февраля 1943 — зам. начальника колонны паровозов N46 особого резерва НКПС.

Последнюю открытку с фронта «С Новым 1945 годом!» прислал из Прибалтики.
Погиб в феврале 1945 года (28 лет).
Женат не был. Похоронен в Прибалтике, точное место захоронения неизвестно.